# 飯泉学
飯泉 学（いいずみ まなぶ、1986年11月15日 - ）は、日本の俳優。
茨城県出身。身長168cm、体重51kg。特技は野球、将棋。
かつて劇団ひまわりに所属していた。
2013年より同劇団員とできちゃった結婚、現在2児の父。

## 出演

### 舞台
- ミュージカル・テニスの王子様  - 金色小春（Bキャスト）役
  - The Treasure Match 四天宝寺 feat.氷帝（2009年2月 - 3月）
  - Dream Live 6th（2009年5月）
  - The Final Match 立海first feat.四天宝寺（2009年7月 - 10月）
  - Dream Live 7th（2010年5月）
- *pnish*プロデュース 『パニックカフェ』（2011年1月8日 - 12日）
- Axle第12回公演「贋作、宮本武蔵」（2011年2月18日 - 20日・2月25日 - 27日）
- Axlive「七味のサムライ」（2011年5月20日 - 22日、6月11日 - 13日）
- 「コルチャック先生と子どもたち」（2011年8月4日 - 7日、9月17日 - 19日）
- Axle第13回公演「三銃士」（2010年2月3日 - 5日、3月9日 - 11日）
- ピウス×クリエイティヴ零「ボクサァ×Grimm de こたつ」（2012年4月11日 - 15日）
- クリエイティヴ零「逆境ナイン」（2012年6月2日 - 10日）
- 舞台「BASARA」（2012年12月12日 - 16日）
- Rooter旗揚げ公演「魔界転生」（2013年3月27日 - 31日、4月5日 - 7日）
- 舞台「BASARA 第2章」（2014年1月9日 - 14日）

### ドラマ
- 11人もいる!（2011年、テレビ朝日） - ウェイター役

### 映画
- 踊る大捜査線 THE MOVIE3 ヤツらを解放せよ!（2010年）

### CM
- PlayStation 3「BIG 3 GUN SHOOTING」

### PV
- フレンチ・キス「ずっと 前から」（ドラマパート） - 野球部員　役
- スネオヘアー「言いたいことはいつも」